# Trencant amb les velles idees
Trencant amb les velles idees (en xinès mandarí 決裂 Juéliè «Trencament») és un film xinès del 1975 dirigit per Li Wenhua. El film és un dels pocs que es van produir durant la Revolució Cultural. Com a resultat de la convulsió política que es va produir, la trama de Trencant amb les velles idees va estar fortament regulada sota directrius molt codificades sobre la història i la caracterització, de manera que tingués un caràcter de masses, a diferència d'un personatge centrat en l'individu. El film s'inspira en problemes relacionats amb l'escolarització a la Xina de l'època, com ara que hi havia massa estudi i massa poca pràctica social.

## Trama
El 1958, el Partit Comunista Xinès envia a Long Guozheng (Guo Zhenqing), un graduat de la Universitat Militar i Política Contrajaponesa, per dirigir la recentment creada Universitat Comunista de Treball de Jiangxi (actual Universitat Agrícola de Jiangxi). Els elements més capitalistes de l'escola, com l'objectiu d'aconseguir uns estàndards acadèmics burgesos alts, i la negativa a admetre camperols poc educats (segons els estàndards burgesos) xoquen amb l'enfocament més comunista de Long. Advoca només per admetre estudiants de la classe obrera i camperola pobra, i inicia canvis innovadors per a consternació de molts altres membres del personal, com ara posar més èmfasi en el treball dur que en l'aprenentatge a l'aula, canviar de cursos per adaptar-se a l’⁣aprenentatge vivencial, eliminar seccions poc pràctiques del pla d'estudis, mantenir lliçons sobre el terreny, i excusant els estudiants que falten els exàmens perquè treballin per a la comuna. Més tard, un estudiant, Li Jinfeng (Wang Suya), a qui Long considera un seguidor exemplar de la «revolució educativa», s'enfronta a l'expulsió i és jutjat. Les masses la donen suport i denuncien els que prenen la línia capitalista en l'educació. Els que tenen el poder prenent la línia capitalista decideixen tancar la universitat com a resultat. Al final, el col·legi se salva per la voluntat dels camperols i un pronunciament del mateix Mao Zedong.

## Repartiment
- Guo Zhenqing com a Long Guozheng
- Wang Suya com a Li Jinfeng
- Wen Xiying com a vicesecretari Tang
- Xu Zhan com a Xu Niuzai
- Zhang Zheng com a antic representant
- Li Shijiang com a Jiang Danian
- Hou Guanqun com a Yu Gang
- Xiang Hong com a Cao Xiaomei
- Wu Jing com a Xiao Ping